# Гомис, Марсель
Марсель Мали Гомис (фр. Marcel Malie Gomis; 20 августа 1987, Дакар, Сенегал) — сенегальский футболист, полузащитник.

## Карьера
Марсель Гомис — воспитанник сенегальского клуба «Stade de Mbour». Гомис перебрался в Португалию в возрасте 19 лет, когда он подписал контракт с клубом «Фамаликан», выступающего в третьем дивизионе, за который провёл 1 матч в чемпионате. В следующем сезоне он переехал в «Ольяненсе», и стал регулярно появляться в течение одного и половиной второго сезона, но в основном выходя на поле на замену. В середине июля 2008 года Марсель Гомис перебрался в российский «Шинник». За клуб в российской Премьер-Лиге дебютировал 9 августа в домашнем матче против владивостокского «Луча-Энергии», выйдя на замену на 84-й минуте вместо Здравко Лазарова. По итогам того сезона «Шинник» покинул Премьер-лигу, а Марсель Гомис впоследствии вернулся в «Ольяненсе», но в январе 2010 года, всего через 15 минут после официальной игры в первой половине своего первого сезона против клуба «Пасуш де Феррейра» в Кубке португальской лиги был отдан в аренду в «Визела», в которой провёл полтора сезона. Летом 2011 года у Гомиса закончился контракт «Ольяненсе», и он на правах свободного агента вернулся в «Фамаликан», который выступал в третьем эшелоне португальского футбола. Сезон 2012/2013 провёл в «Трофенсе», однако вскоре вернулся в «Фамаликан». С 2015 по 2016 год играл за «Педрас Салгадас», с 2016 года выступает за «Педрас Рубрас».